# Isla Rawaki
La isla Rawaki es una isla del grupo de islas Fénix en la República de Kiribati, previamente conocida como isla Fénix. 
Es un atolón pequeño y deshabitado, de aproximadamente 1,2 por 0,8 km, con 65 ha, con una laguna central que no se comunica con el océano.
La isla está declarada como Santuario de vida silvestre.
Fue uno de los sitios de una empresa de extracción de guano, pero fue abandonada en agosto de 1871. Poblada por varias especies de aves marinas, tiene sus especies propias de invertebrados como el Ixodes amersoni.